# Pteralopex
Pteralopex là một chi động vật có vú trong họ Dơi quạ, bộ Dơi. Chi này được Thomas miêu tả năm 1888. Loài điển hình của chi này là Pteralopex atrata Thomas, 1888.

## Các loài
Chi này gồm các loài: